# 포슈투코투코
포슈투코투코(Ctenomys fochi)는 투코투코과에 속하는 설치류의 일종이다. 아르헨티나 북서부의 토착종으로 카타마르카주 남서부에 알려져 있다. 학명은 제1차 세계 대전 당시 페르디낭 포슈(Ferdinand Foch) 장군의 이름에서 유래했다.